# Ramiro Álvarez Tostado
Ramiro Álvarez Tostado Camarena (* 2. Januar 1901 in Guadalajara, Jalisco; † 28. März 1985 ebenda) war ein mexikanischer Unternehmer, der in den Jahren 1936 und 1937 Vereinspräsident des Club Deportivo Guadalajara war.
Bevor er Präsident des Club Deportivo Guadalajara war, wurde er unter anderem 1926 zum stellvertretenden Schriftführer und 1930 zum Vizepräsidenten des Vereins gewählt, bei dem er auch aktiv Tennis spielte.